# کریمینال کیس
کریمینال کیس یا پروندهٔ جنایی (به انگلیسی: Criminal Case) یک بازی اشیاء پنهان کارآگاهی می‌باشد که در ۱۵ نوامبر سال ۲۰۱۲ برای فیس‌بوک منتشر گردید. نسخهٔ آی‌اواس بازی در ۲۸ اوت سال ۲۰۱۴ به‌طور سرتاسری و به‌دنبال آن نسخهٔ اندروید بازی نیز در ۱۵ آوریل سال ۲۰۱۵ منتشر گردید. این بازی توسط استودیو مستقلی تحت نام پریتی سیمپل در پاریس توسعه‌یافته و تولید شده و بالای ۱۰ میلیون کاربر ماهانه دارد. کریمینال کیس در ۹ دسامبر سال ۲۰۱۳ عنوان بازی فیس‌بوک سال ۲۰۱۳ را از آن خود کرد. پروندهٔ نهایی بازی در ۲۱ ژانویهٔ سال ۲۰۲۱ منتشر شده‌است.